# Pilocrocis milvinalis
Pilocrocis milvinalis là một loài bướm đêm trong họ Crambidae.